# Mordella quatuordecimmaculata
Mordella quatuordecimmaculata es una especie de coleóptero de la familia Mordellidae.

## Distribución geográfica
Habita en Gayndah (Australia).